# 6730 Ikeda
A 6730 Ikeda (ideiglenes jelöléssel 1992 BH) a Naprendszer kisbolygóövében található aszteroida. Urata Takesi fedezte fel 1992. január 24-én.